# Front Unit d'Alliberament Oromo
El Front Unit d'Alliberament Oromo/Oromo Liberation Unity Front (OLUF) és un dels partits reconeguts a Etiòpia d'àmbit regional a Oròmia i ètnic oromo. Dona suport a la governamental Organització Popular Democràtica Oromo (OPDO) i al govern de l'estat en el que potser participa. L'agost de 1999 va condemnar les activitats armades del Front d'Alliberament Oromo. El 2005 va participar en les eleccions.